# Timgad
Timgad (arapski: تيمقاد‎, Thamugas ili Thamugadi) je kolonijalni grad Rimskog Carstva koji je osnovao car Trajan oko 100. godine. Puno ime grada bilo je Colonia Marciana Ulpia Traiana Thamugadi, jer ga je Trajan posvetio svojim roditeljima, majci Marciji, ocu Marku Ulpijanu Trajanu i svojoj starijoj sestri Ulpiji Marcijani. Nalazi se oko 35 km istočno od današnjeg grada Batna u Alžiru. Njegove ruševine se smatraju najboljim primjerom mrežastog urbanističkog rimskog plana, te je zbog toga upisan na UNESCO-ov popis mjesta svjetske baštine u Africi 1982. godine.

## Povijest
Trajan je osnovao Timgad 100. godine ex nihilo ("ni iz čega") kao koloniju vojnih veterana. On je nastao kao bastion prema buntovnim Berberima koji su harali obližnjim Aures planinama. Najprije je naseljen veteranima rimske vojske iz partskih ratova kojima je bila obećana zemlja nakon tridesetogodišnje vojne službe.
Grad je uživao nekoliko stotina godina mira i u 3. stoljeću je postao središte širenja kršćanstva, a u 4. stoljeću i donatizma. U 5. stoljeću grad su opustošili Vandali nakon čega je počeo propoadati. God. 535., bizantski general Salomon je našao grad u ruševinama, ali se u stoljećima nakon toga počeo obnavljati. No, nakon berberskih napadaja u 7. stoljeću potpuno je napušten, sve do ponovnog otkrića 1881. godine.

## Znamenitosti
Timgad je smješten na sjecištu šest putova, u iznimno plodnom kraju oko 1000 m iznad mora i bio je ograđen, ali ne i utvrđen. Izvorno je bio izgrađen za populaciju od 15,000 stanovnika, ali je to brzo prerastao i rasuo se izvan kvadratične pravilne mreže izvornih ulica. Izvorna mreža ulica se prepoznaje u glavnim ulicama decumanus (istok-zapad) i cardo (sjever-jug) koje su naglašene kolonadama. Decumanus na zapadu počinje trijumfalnim ulazom u grad kroz monumentalni Trajanov slavoluk koji je dijelom obnovljen 1900. godine. Slavoluk je od vapnenca s tri luka uokvirena korintskim stupovima, od kojih je najveći, središnji, širok 11 metara.
Tu se nalazi i rimsko kazalište s 3,500 sjedećih mjesta, ali i terme, knjižnica i bazilika.
Kapitolijski rimski hram posvećen Jupiteru je istih proporcija kao Panteon u Rimu, a u njegovoj blizini je kvadratična crkva s polukružnom apsidom iz 7. stoljeća. Jugoistočno od grada je velika bizantska citadela.
- Trajanov slavoluk
- Panorama Timgada
- Decumanus maximus
- Cardo
- Kapitolij
- Rimsko kazalište

## Vanjske poveznice
- Timgad na greatbuildings.com (engl.)
- UCSC fotografije Timgada  Arhivirana inačica izvorne stranice od 8. listopada 2001. (Wayback Machine)
- Video o Timgadu  Arhivirana inačica izvorne stranice od 28. srpnja 2014. (Wayback Machine) (engl.)